# Curran Bluff
El Curran Bluff es un acantilado rocoso de 3 km de largo en la costa Bowman de Grahamland en la Península Antártica. Se encuentra al sur de la Meseta del Reichle y forma parte de la costa sur de la Península de Joerg. El acantilado se eleva hasta 910 m en su extremo occidental y es el punto de referencia más destacado de la costa norte de Solberg Inlet.
Las fotografías aéreas tomadas por el explorador polar estadounidense Lincoln Ellsworth el 21 de noviembre de 1935 fueron utilizadas por el cartógrafo estadounidense W. L. G. Joerg entre 1936 y 1937. El Comité Consultivo sobre Nombres en el Antártico le dio el nombre de Martin P. Curran, miembro del equipo de exploración de la isla Burton del USCGC para el estudio de la bahía de la isla Pine entre 1974 y 1975 y director del proyecto para el despliegue del buque de investigación RV Hero al servicio de la estación Palmer en 1976.